# Jarnages
Jarnages ist eine französische Kleinstadt in der Region Nouvelle-Aquitaine. Sie gehört zum Département Creuse, zum Arrondissement Aubusson und zum Kanton Gouzon. Die Bewohner nennen sich Jarnageois.

## Geografie
Die Gemeinde Jarnages liegt im Norden des Zentralmassivs, 17 Kilometer östlich von Guéret. Sie grenzt im Norden an Ladapeyre, im Osten an Parsac, im Südosten an Cressat, im Süden an Vigeville und Westen an Pionnat.

## Bevölkerungsentwicklung
| Jahr                       | 1962 | 1968 | 1975 | 1982 | 1990 | 1999 | 2008 | 2019 |
| Einwohner                  | 505  | 512  | 473  | 470  | 449  | 408  | 520  | 439  |
| Quellen: Cassini und INSEE |      |      |      |      |      |      |      |      |

## Sehenswürdigkeiten
- Kirche Saint-Michel, Monument historique, erbaut im 12. und erweitert im 15. Jahrhundert

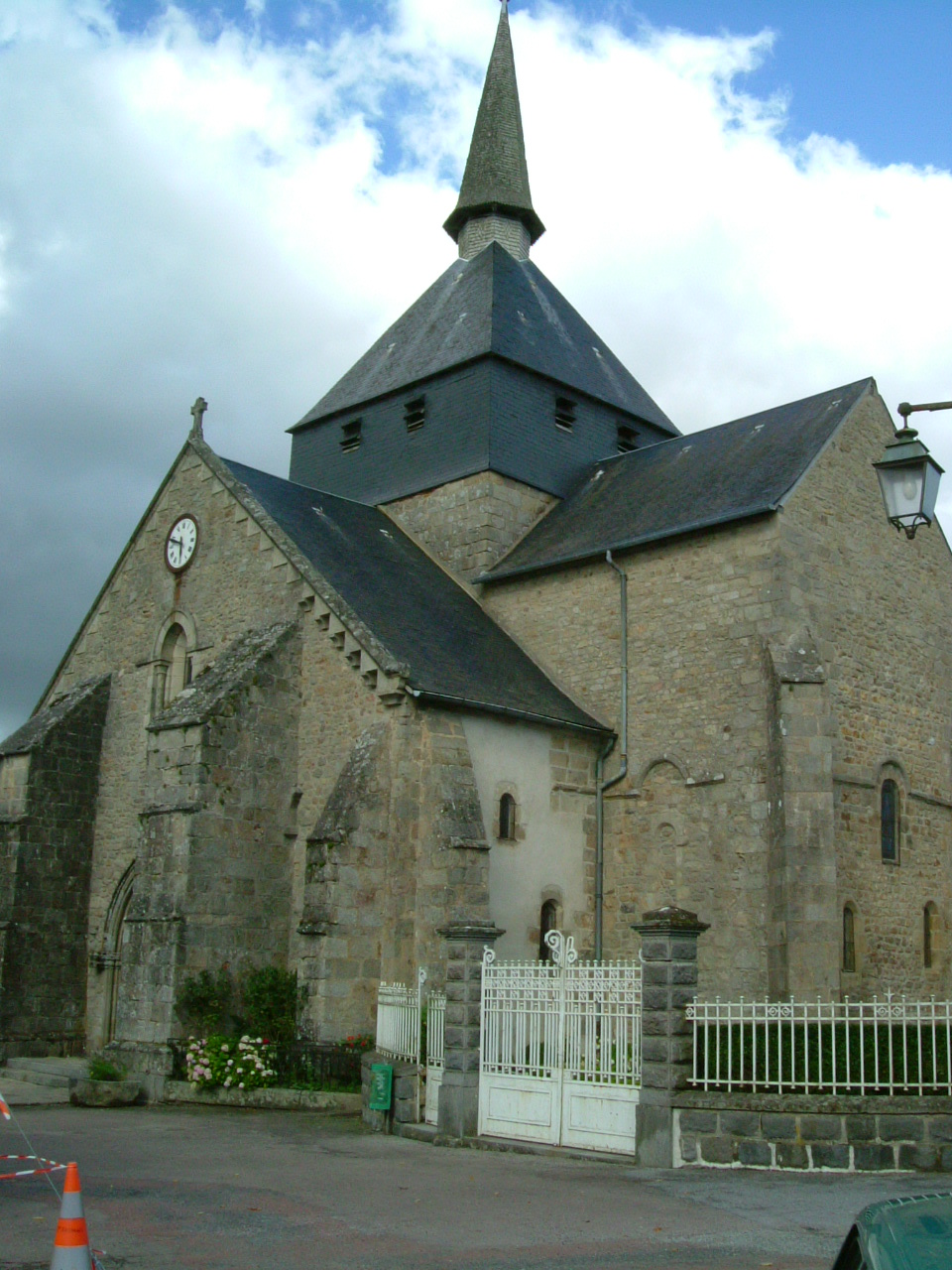
Kirche Saint-Michel